# Eoschizopera indica
Eoschizopera indica är en kräftdjursart som först beskrevs av Rao och Ganapati 1969.  Eoschizopera indica ingår i släktet Eoschizopera och familjen Diosaccidae. Inga underarter finns listade i Catalogue of Life.